# Grijsborstmiersluiper
De grijsborstmiersluiper (Epinecrophylla haematonota) is een zangvogel uit de familie Thamnophilidae (miervogels).

## Verspreiding en leefgebied
Deze soort komt voor in het westen van het Amazonegebied. Er zijn drie ondersoorten waarvan twee eerder als aparte soort werden beschouwd:
- E. h. haematonota (Sclater, PL, 1857): oostelijk Peru en westelijk Brazilië.
- E. h. pyrrhonota (Sclater, PL & Salvin, 1873): zuidoostelijk Colombia en van zuidelijk Venezuela tot noordoostelijk Ecuador, Peru en noordwestelijk Brazilië  (negromiersluiper).
- E. h. fjeldsaai (Krabbe et al., 1999): oostelijk Ecuador en noordelijk en midden Peru (bruinrugmiersluiper).

## Status
De grootte van de populatie is niet gekwantificeerd maar lijkt stabiel. Op de Rode lijst van de IUCN heeft deze soort de status niet bedreigd.